# Bahnstrecke Mosbach–Mudau
Diese Seite ist auch Ziel einer Weiterleitung zur Schmalspurbahn Mosbach—Mudau im Neckar-Odenwald-Kreis, geläufig auch unter der Bezeichnung Odenwaldexpress.
| |                              |                                              |                                   |
| Streckennummer (DB): | 4123                         |                                              |                                   |
| Kursbuchstrecke (DB): | 321f (1953–1964) 303g (1944) |                                              |                                   |
| Kursbuchstrecke: | 321g (1946)                  |                                              |                                   |
| Streckenlänge: | 27,51 km                     |                                              |                                   |
| Spurweite: | 1000 mm (Meterspur)          |                                              |                                   |
| Maximale Neigung: | 1:40 = 25 ‰                  |                                              |                                   |
| Minimaler Radius: | 100 m                        |                                              |                                   |
| Streckengeschwindigkeit: | 30 km/h                      |                                              |                                   |
| |                              |                                              |                                   |
| \| \| 0,00 \| Mosbach (Baden) \| 151 m \| \| \| \| Bahnstrecke Neckarelz–Osterburken \| \| \| \| 2,76 \| Hasbachtal (bis 1965, nahe bei Neckarburken) \| 182 m \| \| \| 5,0 \| Bieberklingenbrücke \| Bieberklingenbrücke \| \| \| 6,00 \| Lohrbach \| 254 m \| \| \| 9,14 \| Sattelbach \| 325 m \| \| \| 12,37 \| Fahrenbach \| 352 m \| \| \| 12,96 \| Trienz \| 352 m \| \| \| 13,84 \| Robern \| 353 m \| \| \| 14,3 \| Trienzbach \| Trienzbach \| \| \| 15,24 \| Krumbach (Baden) \| 371 m \| \| \| 18,04 \| Limbach (Baden) \| 394 m \| \| \| 20,82 \| Laudenberg \| 434 m \| \| \| 25,56 \| Langenelz \| 444 m \| \| \| 27,51 \| Mudau \| 456 m \| |                              |                                              |                                   |
| Kopfbahnhof Streckenanfang (Strecke außer Betrieb) | 0,00                         | Mosbach (Baden)                              | 151 m                             |
| Kreuzung geradeaus oben (Strecke geradeaus außer Betrieb) |                              | Bahnstrecke Neckarelz–Osterburken            | Bahnstrecke Neckarelz–Osterburken |
| Haltepunkt / Haltestelle (Strecke außer Betrieb) | 2,76                         | Hasbachtal (bis 1965, nahe bei Neckarburken) | 182 m                             |
| Brücke über Wasserlauf (Strecke außer Betrieb) | 5,0                          | Bieberklingenbrücke                          | Bieberklingenbrücke               |
| Bahnhof (Strecke außer Betrieb) | 6,00                         | Lohrbach                                     | 254 m                             |
| Haltepunkt / Haltestelle (Strecke außer Betrieb) | 9,14                         | Sattelbach                                   | 325 m                             |
| Bahnhof (Strecke außer Betrieb) | 12,37                        | Fahrenbach                                   | 352 m                             |
| Haltepunkt / Haltestelle (Strecke außer Betrieb) | 12,96                        | Trienz                                       | 352 m                             |
| Haltepunkt / Haltestelle (Strecke außer Betrieb) | 13,84                        | Robern                                       | 353 m                             |
| Brücke über Wasserlauf (Strecke außer Betrieb) | 14,3                         | Trienzbach                                   | Trienzbach                        |
| Haltepunkt / Haltestelle (Strecke außer Betrieb) | 15,24                        | Krumbach (Baden)                             | 371 m                             |
| Bahnhof (Strecke außer Betrieb) | 18,04                        | Limbach (Baden)                              | 394 m                             |
| Bahnhof (Strecke außer Betrieb) | 20,82                        | Laudenberg                                   | 434 m                             |
| Bahnhof (Strecke außer Betrieb) | 25,56                        | Langenelz                                    | 444 m                             |
| Kopfbahnhof Streckenende (Strecke außer Betrieb) | 27,51                        | Mudau                                        | 456 m                             |

Die Bahnstrecke Mosbach–Mudau war eine meterspurige Schmalspurbahn in Baden-Württemberg. Sie verband von 1905 bis 1973 Mosbach mit Mudau. Ihre Streckenlänge betrug 27,51 km bei einem Höhenunterschied von 305 Metern. Sie war die einzige staatliche Schmalspurbahn sowie die einzige privat betriebene Staatsbahn des ehemaligen Großherzogtums Baden. Sie erschloss den südöstlichen Odenwald und stellte die Verbindung zur ehemaligen badischen Hauptbahn nach Westen bzw. ins bayerische Würzburg (Odenwaldbahn von Heidelberg–Neckargemünd–Neckarelz–Mosbach–Osterburken bis Würzburg).
Der Volksmund nannte die Nebenbahn auch Odenwald-Express, Zügle, Bähnle, ’s Bembele oder Entenmörder. Letztere Bezeichnung ist eine Anspielung auf die niedrige Fahrgeschwindigkeit, mit welcher der Zug nur für auf den Gleisen sitzenden Enten gefährlich gewesen sein soll.

## Topografie und Verwaltungszugehörigkeit

### Topografie
Die alternative Bezeichnung Odenwald-Express nennt das namensgebende Mittelgebirge, durch dessen südöstlichen, zum damaligen Baden gehörenden Teil die Strecke verlief. Die Gegend im nordöstlichen Baden war schon lange sehr strukturschwach, weshalb sie volkstümlich auch als Badisch Sibirien bezeichnet wurde. Diese Nebenbahn befand sich in einem stark ländlich geprägten Bereich, der heute Teil der Metropolregion Rhein-Neckar ist.
Die Strecke begann westlich des alten Mosbacher Bahnhofs.
Hier gab es auch Übergänge zu der Normalspur in dem alten Bahnhof, an km 53,16 der Badischen Odenwaldbahn. Für den Stückgutverkehr existierte eine Umladehalle und ein Umladekran. Die viergleisigen Schmalspuranlagen südlich der Normalspurgleise dienten dem Güterverkehr bzw. dem Abstellen von Güterwagen. Über eine Rampen konnten Normalspur-Güterwagen auf Rollwagen verladen werden. Eine zweite Rampe Schiene/Straße diente der Verladung von Lokomotiven und Wagen auf Schmalspurtransportwagen, zum Beispiel für den Transport ins Ausbesserungswerk. Für die Versorgung der Lokomotiven dienten dort eine Kohlenrampe und ein Wasserkran, die später um eine Tankanlage für die Diesellokomotiven ergänzt wurden. die Strecke führte ostwärts direkt vor dem Bahnhofsgebäude vorbei, wo sich der Bahnsteig befand, der auch dem Omnibusverkehr diente.
Nachdem sie etwa zwei Kilometer parallel zur Bahnstrecke Neckarelz–Osterburken (einem Teilstück der damaligen badischen Hauptbahn) führte, überbrückte sie diese und führte durch ein teilweise dicht bewaldetes Gebiet, um Mudau zu erreichen. Trotz der geographisch eher schwierigen Verhältnisse beschränkten sich die Kunstbauten der Bahnstrecke auf Brücken. Tunnel besaß die Strecke nicht. Größtes Brückenbauwerk entlang der Strecke war die heute noch existierende Bieberklingenbrücke zwischen Hasbachtal und Lohrbach, die drei Pfeiler hat.
Nach dem Überqueren der Hauptbahn stieg die Strecke deutlich an, insbesondere zwischen Hasbachtal bei Neckarburken und Sattelbach, wo die Steigung teilweise 1:40 betrug, das heißt ein Meter Steigung auf 40 Meter Strecke.
Auf ihrem Weg folgte die Strecke unterschiedlichen Fließgewässern, die alle zum Flusssystem Neckar gehören. Von Mosbach bis zum Abzweig von der Hauptbahn orientierte sie sich an der Elz, anschließend bis Lohrbach an deren Nebenfluss Hasbach, der auch Namensgeber des Haltepunkts Hasbachtal war. Von Fahrenbach bis Krumbach verlief sie im Tal des Trienzbaches und schließlich von Limbach bis zum Endpunkt Mudau am Oberlauf der Elz.

### Verwaltungszugehörigkeit
Im Zuge der baden-württembergischen Kreis- und Gemeindereform um 1970 änderten sich die Verwaltungsverhältnisse der Gebietskörperschaften. Lag der Streckenabschnitt Mosbach-Limbach innerhalb des ehemaligen Landkreises Mosbach, so befand sich restliche Teil zwischen Laudenberg und Mudau im ehemaligen Landkreis Buchen. Seit 1973 befindet sich die Strecke vollständig im heutigen Neckar-Odenwald-Kreis. Passiert wurden folgende vier Gemeinden: Mosbach (vom Ausgangspunkt Mosbach bis Sattelbach), Fahrenbach (von Fahrenbach bis Robern), Limbach (von Krumbach bis Laudenberg) und Mudau (von Langenelz bis Mudau).

## Geschichte

### Planung

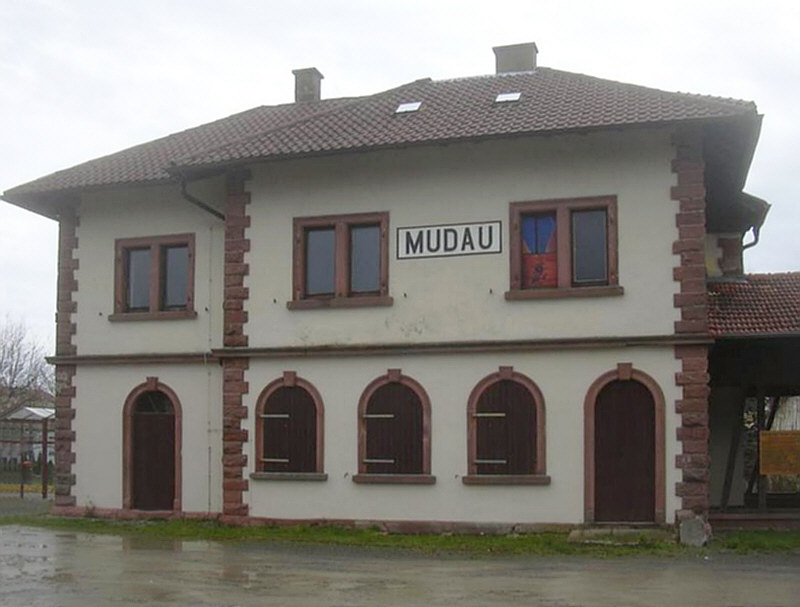
Endbahnhof Mudau

Ab den 1890er Jahren gab es Bestrebungen, die Gegend um die nordbadische Odenwaldgemeinde Mudau an das Eisenbahnnetz anzubinden. Zwar war der südliche, badische Teil des Odenwalds im Laufe der Jahrzehnte mittels der Badischen Odenwaldbahn Heidelberg-Würzburg, der Neckartalbahn Neckargemünd–Jagstfeld und der Bahnstrecke Seckach–Miltenberg bereits über mehrere Bahnstrecken erschlossen worden, jedoch war dabei derjenige Teil Badens, der am unmittelbaren Dreiländereck zu Hessen und Bayern lag, ohne Anbindung geblieben. Dies hatte zur Folge, dass dieser Raum unter Abwanderung litt und die dortige wirtschaftliche Lage sich ungünstig entwickelte.
Um diese Region für den Bahnverkehr zu erschließen, wurden insgesamt zwei Varianten untersucht: Eine sollte von Mosbach aus nach Mudau führen, eine andere von Eberbach über Mudau nach Buchen.
Treibende Kraft in den Anfangsjahren des Projekts war der damalige Limbacher Hauptlehrer Karl Trunzer, tatkräftig unterstützt und begleitet durch den Limbacher Bürgermeister Joh. Valentin Zimmermann. Zwischenzeitlich übernahm Bürgermeister Zimmermann den Vorsitz des Eisenbahn-Komitees, bis vorgebrachte beamtenrechtliche Bedenken gegen Trunzers Komiteevorsitz offiziell ausgeräumt waren. Beide favorisierten von Beginn an eine Schmalspurbahn von Mosbach nach Mudau. Nachdem sich der Eberbacher Bürgermeister John Gustav Weiß nochmals für die Streckenvariante von Eberbach nach Buchen starkzumachen begann, war dies Antrieb für Trunzer, sich nun erst recht für die Strecke Mosbach–Mudau einzusetzen. Als erste Verbündete konnte er den Landtagsabgeordneten Julius Breitner, in Mudau den Fabrikanten Julius Link, dessen Bruder Kronenwirt Heinrich Link und Bürgermeister Isidor Linz und in Mosbach den Bürgermeister August Strauß für das Eisenbahnprojekt begeistern. Auf Anregung von Trunzer wurde 1897 ein Eisenbahnkomitee mit Vertretern aller an der Strecke von Mosbach nach Mudau liegender Gemeinden gegründet, dem er anfangs auch vorstand. Ein weiteres Komitee gründete sich ebenfalls 1897 mit Vertretern aus Eberbach und Buchen, konnte in Mudau jedoch keine Fürsprecher finden, da die dortigen Vertreter bereits dem von Trunzer gegründeten Komitee für die Streckenvariante Mosbach–Mudau angehörten. Nachdem Trunzer 1899 nach Buchen versetzt worden war, übernahm der Mosbacher Bürgermeister Strauß den Vorsitz des Eisenbahnkomitees.
In einem Gutachten, das im März 1901 abgeschlossen wurde, stellte sich die Streckenführung von Mosbach nach Mudau sowohl in Bezug auf die Baukosten als auch hinsichtlich der Siedlungsdichte als die günstigere Streckenvariante heraus, weshalb man ihr schließlich den Vorzug gab.
Unterdessen war der Mosbacher Bürgermeister Strauß, der auch dem Eisenbahnkomitee vorstand, amtsmüde geworden. Sein Nachfolger als Bürgermeister von Mosbach und Vorsitzender des Eisenbahnkomitees wurde Jakob Renz, der ab 1902 auch den Vorsitz des von den am Eisenbahnprojekt beteiligten Gemeinden gegründeten Vollzugsausschusses hatte. Für sein kluges Verhandlungs- und Führungsgeschick wurde Renz 1905 mit dem Ritterkreuz II. Klasse vom Zähringer Löwen ausgezeichnet.

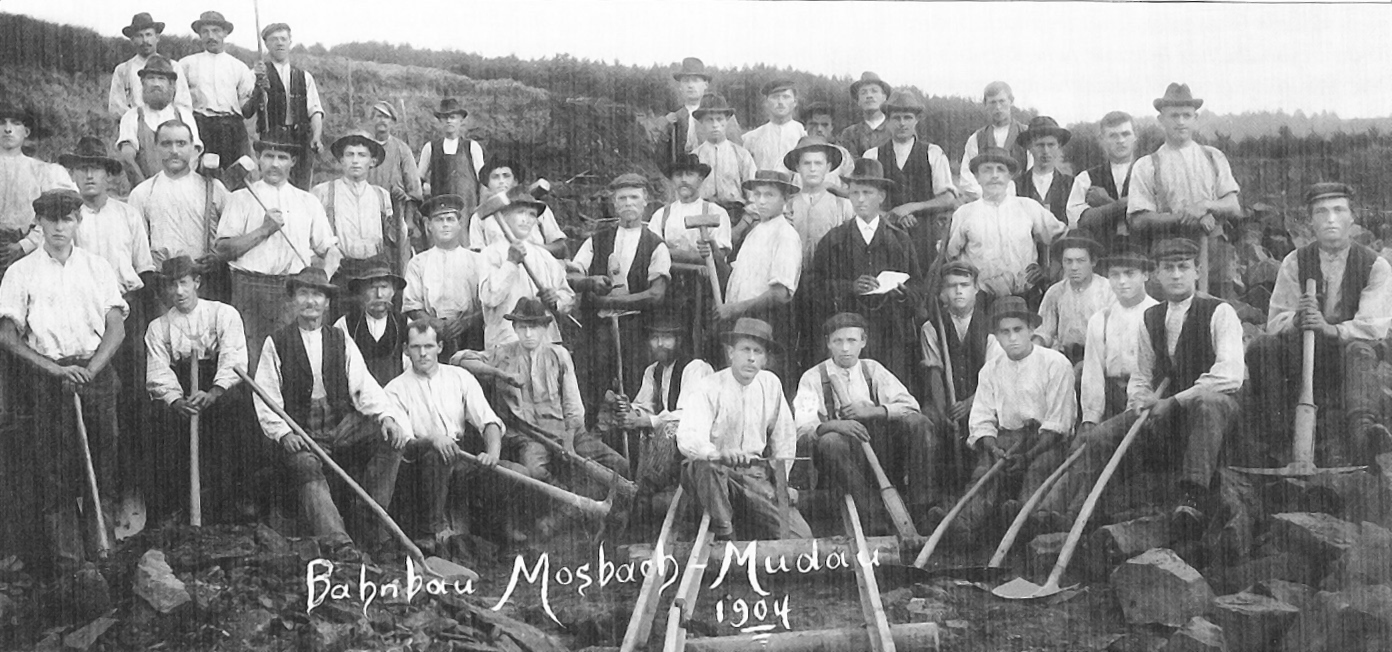
Bauarbeiten bei Lohrbach im Jahr 1904

Am 23. Juli 1902 erließ der badische Landtag ein Gesetz zum Bau der Bahnlinie. Sowohl aus finanziellen Gründen als auch aufgrund der topografischen Verhältnisse entschloss man sich, die Strecke in schmaler Spur auszuführen. Die Großherzoglich Badischen Staatseisenbahnen sollten Eigentümer der Strecke sein, ließen sie allerdings durch das Berliner Unternehmen Vering & Waechter erbauen und betreiben. Der Grund für diese Entscheidung lag darin, dass die Großherzoglich Badischen Staatseisenbahnen noch keine Erfahrung mit Schmalspurbahnen hatten und somit kein Interesse am Betrieb einer solchen zeigten. Der Vertrag zwischen Baden und Vering & Waechter kam am 21. Oktober 1902 zu Stande.
Zum Erwerb aller benötigter Grundstücke wurde ein Geländeerwerbsausschuss gewählt, dem der Leininger Oberförster Arnoldi aus Lohrbach vorstand. Insgesamt waren 689 Grundstücke auf zwölf Gemarkungen zu erwerben. Der Grunderwerb gestaltete sich kompliziert. Die Eigentümer wurden zunächst zu Verkaufsverhandlungen auf die jeweiligen Rathäuser bestellt, die Unwilligen lud man zu „Enteignungsfahrten“ ein, um mit ihnen vor Ort die Trassenführung und eventuelle Einwände zu besprechen. Sollten alle Bemühungen fruchtlos bleiben, war schließlich eine Zwangsenteignung vorgesehen. Während man sich erhoffte, dass es nur in Einzelfällen zu Zwangsenteignungen kommen müsse, häuften sich bald die Fälle. Allein in Fahrenbach mussten 21 Zwangsenteignungsverfahren eingeleitet werden, weil dort praktisch alle Grundbesitzer dem Bahnbau oder der Höhe der vorgeschlagenen Entschädigung ablehnend gegenüberstanden. Die Enteignung bedeutete oft auch, persönliche Härten hinzunehmen. Der Mosbacher Fabrikant Haas plante beispielsweise eine Erweiterung seiner Fabrik und seines Wohnhauses, musste dann jedoch hinnehmen, dass die in Mosbach nahe an der Bebauung verlaufende Trasse sein hierfür geplantes Grundstück durchschnitt und er seine geschäftlichen und baulichen Pläne nicht verwirklichen konnte. Seine Entschädigungsforderungen beliefen sich anfangs auf das Zehnfache der angebotenen Entschädigungssumme und man konnte sich auch nach langen Verhandlungen nicht einigen, so dass letztlich auch hier die Zwangsenteignung zum Zuge kam. Außerdem kam es zu langwierigen Verhandlungen wegen Ernteausfällen der vom Bahnbau betroffenen Bauern und wegen der Vergütung einzelner Obstbäume, die in unüberschaubarer Zahl gefällt oder versetzt wurden. Problematisch gestaltete sich auch, dass der Bahnbau einige Wiesenwässerungsanlagen zerstörte oder dass Grundstücke durch die Bahntrasse von der Bewässerung abgeschnitten wurden, so dass es zu weiteren Entschädigungsforderungen kam. Die Verhandlungen zum Grundstückserwerb und zur Entschädigung der Vorbesitzer zogen sich noch lange nach Baubeginn 1903 hin. Die Endabrechnung der Grunderwerbskasse konnte erst 1910 erstellt werden, lange nachdem die Bahn schon eröffnet war.

### Bau und Eröffnung
Im Frühjahr 1903 wurde die Strecke abgesteckt. Die Grundstückseigentümer hat man aufgefordert, die Grundstücke nicht mehr zu bebauen und dort eventuell erhaltenswerte Büsche und Bäume zu versetzen. Die Genehmigung des Staatsministeriums zum Bau der Strecke zog sich jedoch noch bis Ende September. Es war ein verregneter Herbst und die Bauarbeiten konnten wegen des Wetters nicht sofort beginnen. Im November hat man dann die bisher in der Trasse befindlichen Marksteine abgeräumt und die dort befindlichen Bäume zur Fällung markiert.
Im Verlauf des Jahres 1904 erfolgten dann die eigentlichen Bauarbeiten. Die größten Bauaufgaben waren der Bau von insgesamt 13 Brücken, die Anlage der Bahnhofsbereiche in Mosbach und Mudau sowie verschiedene landschaftsbedingte Erdarbeiten. Nachdem gegen Ende des Jahres 1904 bereits erste Züge zur Schotterung des Bahnkörpers auf der Strecke verkehrten, stellte man der Großherzoglichen Regierung den Abschluss der Arbeiten noch vor Jahresende 1904 in Aussicht. Dann kam es jedoch mit Einbruch des Winters zu zahlreichen Hangrutschen, so dass die Bahndämme im Frühjahr 1905 nochmals überarbeitet werden mussten. Am Kreuzungspunkt mit der Bahnstrecke Neckarelz–Osterburken kam es außerdem zu konstruktiven Problemen, so dass die inzwischen auf 14. Mai 1905 geplante Eröffnung nochmals um einige Tage verschoben wurde.
Die Strecke wurde am 31. Mai 1905 unter Anwesenheit von Erbgroßherzog Friedrich von Baden feierlich eröffnet. An den beiden Folgetagen wurde der Betrieb mit insgesamt vier Zugpaaren erprobt, ehe am 3. Juni 1905 der reguläre Verkehr begann.

### Entwicklung bis 1945
Am 19. April 1912 ereignete sich zwischen Mosbach und Hasbach, als Folge einer Entgleisung, ein schwerer Unfall, der zwei Tote und mehrere Verletzte forderte. Die Strecke musste zwei Tage lang gesperrt werden. Über die anschließende intensive Ursachenforschung des Eisenbahnunglücks wurde sogar im badischen Landtag diskutiert. Es stellte sich heraus, dass ein Schienenbruch die Entgleisung herbeigeführt hatte, womit menschliches Versagen ausgeschlossen wurde.
In dieser Zeit zeigte sich auch, dass sich die Rentabilität der Strecke in Grenzen hielt. Der Pachtvertrag hatte vorgesehen, dass Vering & Waechter die Strecke bis 1925 betreiben sollten. Die Gesellschaft entschloss sich jedoch dazu, die Bahn an ihre Tochtergesellschaft Deutsche Eisenbahn-Betriebsgesellschaft AG (DEBG) abzugeben, dies erfolgte zum 1. April 1917. Aber auch der Betreiberwechsel verbesserte die kritische Lage nicht.
Nachdem die Reichsbahndirektion Karlsruhe ihre Zustimmung gegeben hatte, wurde am 1. April 1926 der Rollwagenverkehr, mit dem Normalspurwagen auf der Schmalspurstrecke verkehren konnten, aufgenommen. In der Folgezeit vermehrte sich die Kritik daran, dass die Strecke von einem Privateigentümer betrieben wurde. Wegen ständiger Streitigkeiten zwischen Eigentümer und Pächter der Bahn übernahm die Deutsche Reichsbahn, seit 1920 Eigentümer der Strecke, ab 1. Mai 1931 selbst die Betriebsführung und unterstellte sie der Reichsbahndirektion Karlsruhe.

### Niedergang nach 1945 und Stilllegung

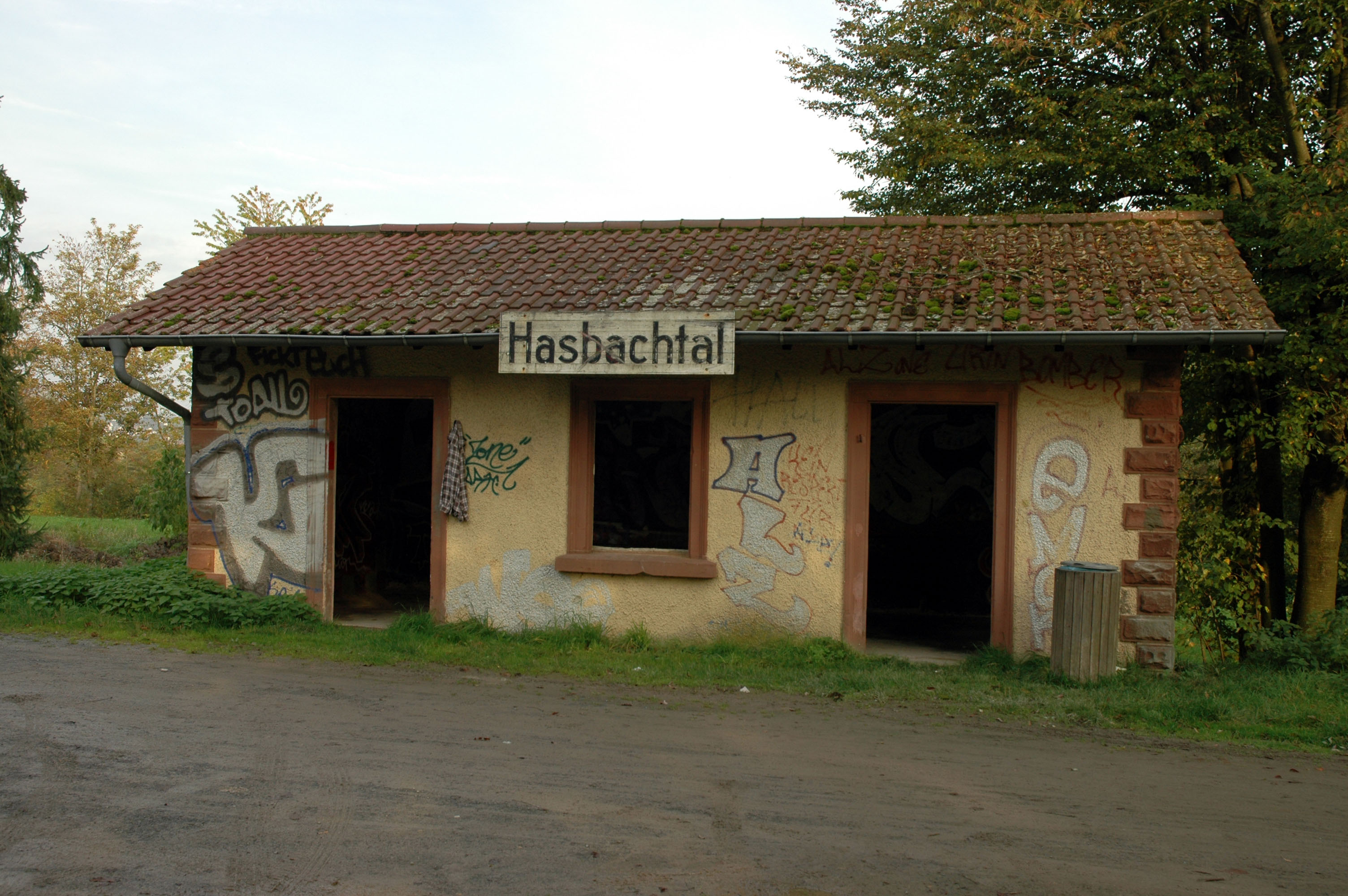
Der 1965 aufgegebene Haltepunkt Hasbachtal

Nach dem Zweiten Weltkrieg übernahm die Deutsche Bundesbahn (DB) die Strecke. Allerdings hatte der Straßenbau für viele Orte den Vorteil einer direkten und damit schnelleren Anbindung in Richtung Eberbach, Heidelberg und Mannheim gebracht. Der motorisierte Individualverkehr entzog der Bahn daher in den 1960er Jahren immer mehr Fahrgäste, ebenso parallel zur Bahn betriebene Buslinien. Zu letzterem trug auch die Deutsche Bundesbahn selbst bei, da sie die meisten Fahrten per Bahnbus durchführen ließ, sodass ab 1964 schließlich nur noch ein Zugpaar übrig blieb. Außerdem wurde der Haltepunkt Hasbachtal, der hauptsächlich dem Ausflugsverkehr diente, wegen geringer Frequentierung 1965 aufgegeben.
Dennoch unternahm das Land Baden-Württemberg einen Versuch, die Nebenbahn zu erhalten, indem es im selben Jahr 1964 den Kauf zweier Schmalspur-Diesellokomotiven der Baureihe V 52 sowie neuer vierachsiger Personenwagen finanzierte, welche die bisher eingesetzten Dampflokomotiven und zweiachsigen Personenwagen ablösten. Die Gründe für das Interesse von staatlicher Seite waren zum einen die schlechten Straßenverhältnisse der Region im Winter und zum anderen, dass der Güterverkehr immer noch eine gewisse Bedeutung besaß.

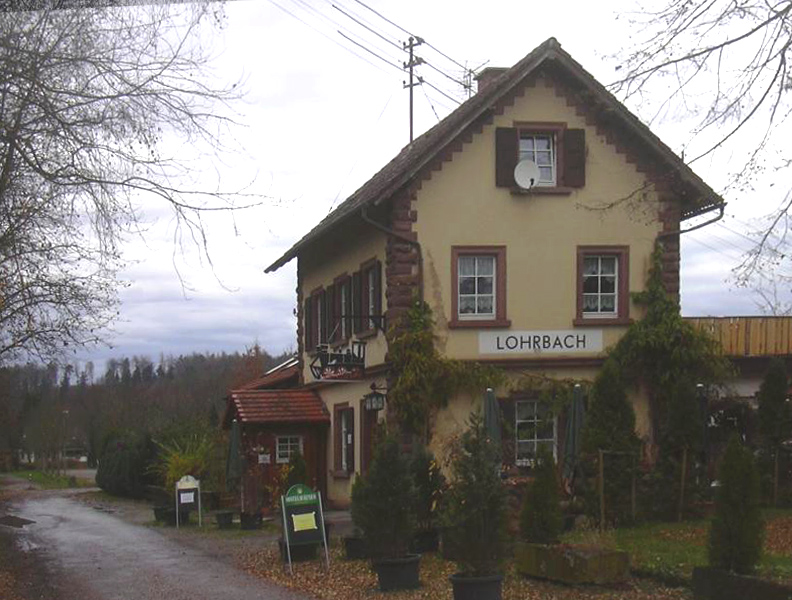
Bahnhof Lohrbach, der nach der Einstellung des regulären Betriebs Anfangspunkt einer Museumsbahn werden sollte

Da aber trotzdem weder im Personen- noch im Güterverkehr ausreichende Einnahmen zu erzielen waren und alle Rationalisierungsmaßnahmen fehlschlugen, plante die Deutsche Bundesbahn weiterhin die Stilllegung. Die Elektrifizierung der Hauptbahn Neckarelz–Osterburken führte schließlich zur Stilllegung der Mudauer Strecke, welche die Normalspurtrasse kurz vor dem ehemaligen Haltepunkt Hasbachtal auf einer Brücke überquerte. Diese war zu niedrig für die neue Fahrleitung, daher hätte entweder die Nebenbahn höher oder die Hauptbahn tiefer gelegt werden müssen. Mit Wirkung zum 3. Juni 1973 wurde deshalb der Gesamtverkehr eingestellt. Bestrebungen, im Abschnitt Lohrbach–Mudau eine Museumsbahn einzurichten, konnten sich nicht durchsetzen, so dass die Strecke in der Folgezeit abgebaut wurde.

### Relikte

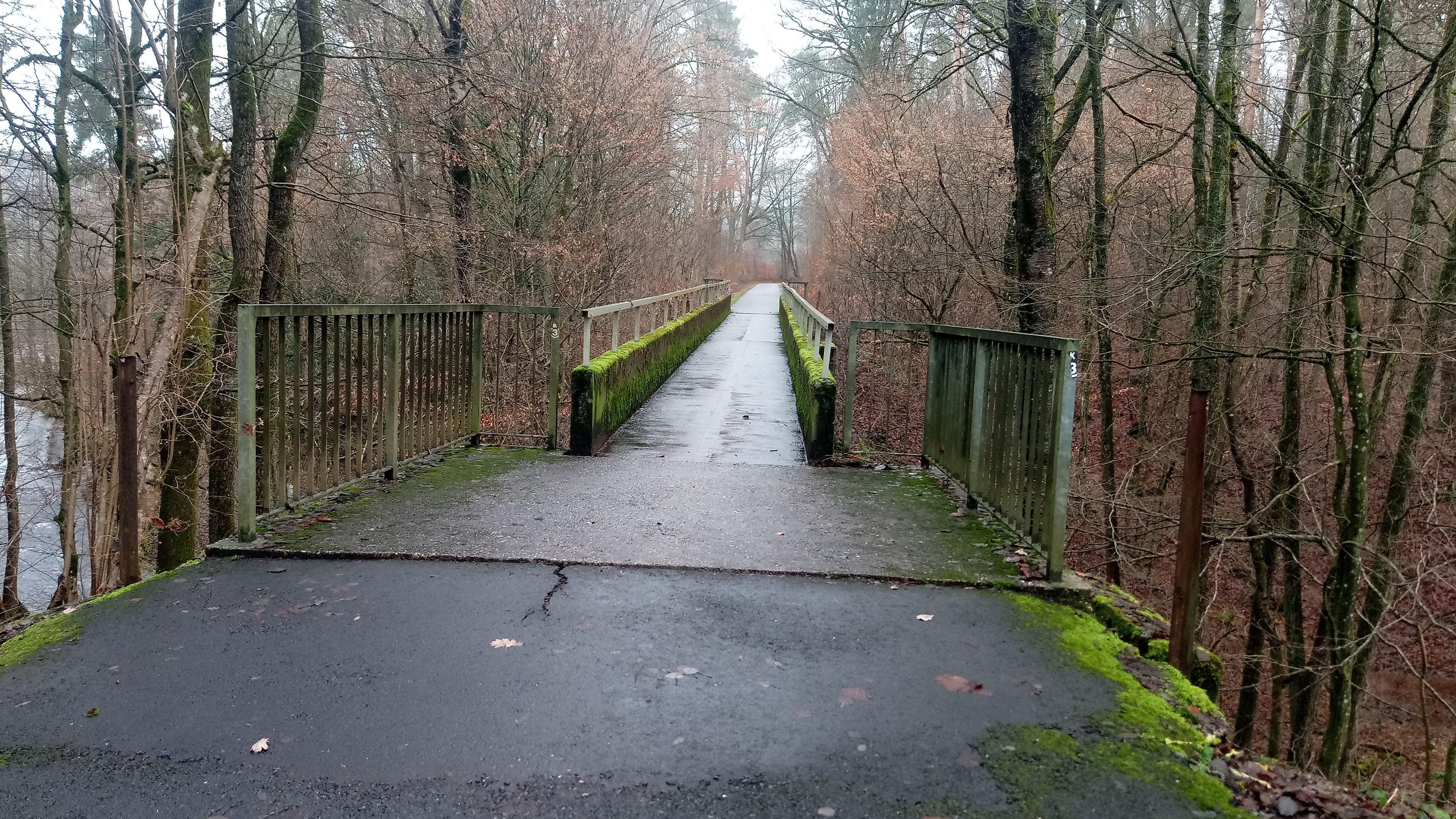
Trienzbachbrücke, einst Bahnbrücke der Strecke Mosbach-Mudau, heute als Wanderweg genutzt

Seit 1980 dient die ehemalige Strecke zwischen Hasbachtal und Mudau großteils als Wander- und Fahrradweg auf einer Bahntrasse, der vor Ort als „Wanderbahn“ ausgeschildert und bekannt ist. Verlief die Trasse zu Zeiten des Bahnbetriebs überall am jeweiligen Ortsrand, so wurde sie mit Ausnahme von Sattelbach und Robern (dem OT von Fahrenbach) inzwischen von Neubaugebieten umgeben und in Krumbach bei Limbach wird sie beispielsweise durch einen Sportplatz unterbrochen.
Außerdem blieben einige Empfangsgebäude erhalten. Der Bahnhof Lohrbach beherbergt heute ein Restaurant, das Wartehäuschen des Haltepunkts Hasbachtal dient als Wetterschutz für Wanderer, andere wie der Bahnhof Sattelbach wurden in Wohnhäuser umgewandelt. Am Bahnhof Limbach steht außerdem ein altes Formsignal, das allerdings erst vor einigen Jahren dort symbolisch aufgestellt wurde. Die Schmalspurbahn besaß nie solche Signale. Entlang der Strecke findet man außerdem Läute- und Pfeiftafeln, die allerdings auch erst bei der Herrichtung zum Wanderweg wieder neu aufgestellt wurden, sowie einige Hinweisschilder auf Brücken.

## Betrieb

### Unterwegshalte

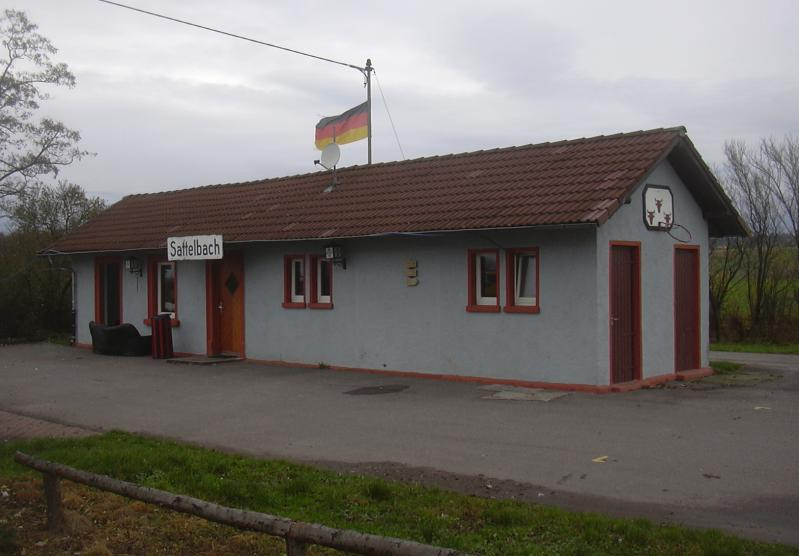
Bahnhof Sattelbach

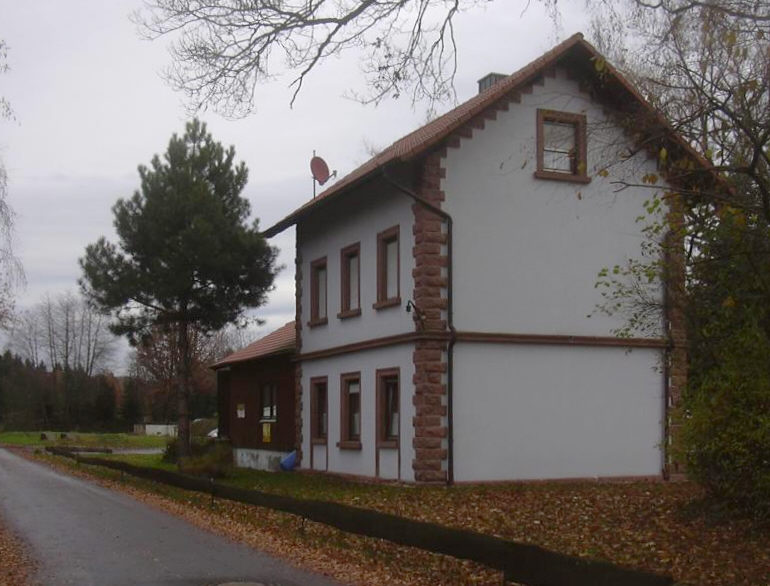
Bahnhof Fahrenbach

Die Bahn nahm in Mosbach an einem viergleisigen Schmalspurgüterbahnhof ihren Anfang. Auf Höhe des Mosbacher Bahnhofsvorplatzes war ein Bahnsteig zum Umsteigen von der Bahnstrecke Neckarelz–Osterburken in die Schmalspurbahn vorhanden. Der Betrieb des Lokschuppens und der Güterumschlag fanden wenige Meter weiter statt.
Der Haltepunkt Hasbachtal war nach einem nahegelegenen Flusstal benannt und diente ausschließlich dem Freizeitverkehr. Die geringe Inanspruchnahme führte bereits 1965, also acht Jahre vor der Streckenstilllegung, zur Aufgabe des Haltes. Obwohl er kein Bahnhof war, besaß er anfangs sogar ein Ausweichgleis.
Die Unterwegsbahnhöfe Lohrbach, Sattelbach, Krumbach, Limbach und Laudenberg verfügten über Anschluss- und Ladegleise. Der Bahnhof Limbach besaß, genau wie die Anfangs- und Endpunkte Mosbach und Mudau, eine Rollwagengrube mit Dreischienengleis, auf dem normalspurige Güterwagen abgestellt werden konnten.
Von dem Haltepunkt Hasbachtal abgesehen, verzeichnete die Haltestelle Robern die geringste Nachfrage im Personenverkehr; denn der gleichnamige Ort war etwa zwei Kilometer von der Bahnlinie entfernt.
Der Endbahnhof Mudau war der Betriebsmittelpunkt der Strecke mit einem Bahnhofs- und Verwaltungsgebäude umfangreichen Gleisanlagen und einem Lok- sowie einem Wagenschuppen. Im nördlichen Bereich des Bahnhofs lag eine Werkstatt. Nördlich des Bahnhofes, nach einer Straßenkreuzung, führte ein Anschlussgleis zu einem Lagerhaus.

### Fahrzeuge

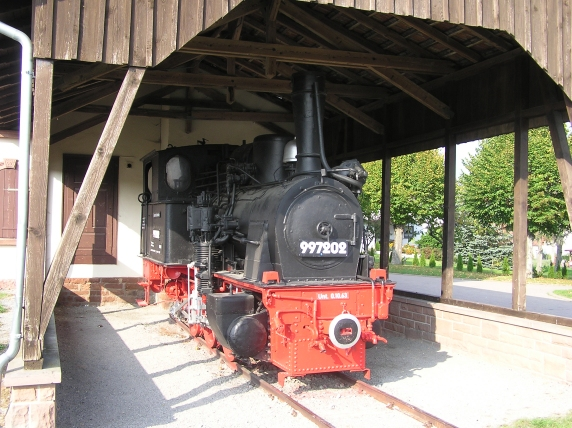
Lok 99 7202 als Denkmal am ehemaligen Endbahnhof Mudau

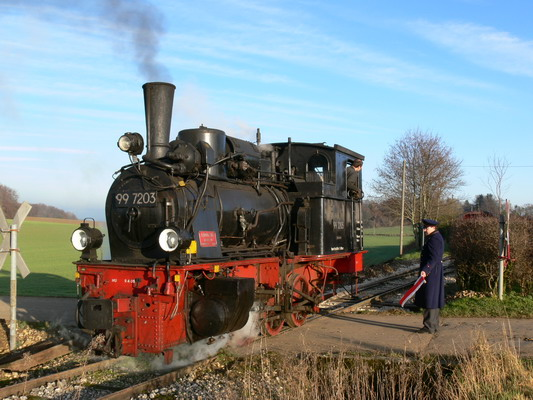
Lok 99 7203, von 1905 bis 1964 im Odenwald eingesetzt, auf der Bahnstrecke Amstetten–Oppingen

(zu den vier Dampflokomotiven der ehemaligen Meterspur-Bahnstrecke Mosbach–Mudau)
Zu Beginn waren vier Nassdampfloks der Achsfolge C in Betrieb, welche die Berliner Lokomotivfabrik Borsig lieferte und die in der Literatur auch als Badische C bezeichnet wurden. Die Maschinen hatten die Fabriknummern 5324 bis 5327. Die Loks waren mit ihrer Leistung von 160 PS, die sie über drei gekuppelte Achsen auf die Schiene übertrugen, bei den schwierigen Geländeverhältnissen (maximale Steigung 1 : 40, bei einem kleinsten Kurvenradius von 100 Metern) oft an ihrer Leistungsgrenze. Nach der Betriebsübernahme durch die Deutsche Reichsbahn erhielten die Loks die Betriebsnummern 99 7201, 99 7202, 99 7203 und 99 7204.
Vom 1. April 1939 bis zum 4. April 1941 hatte die aus Sachsen stammende Fairlie-Lok 99 162 auf der Strecke ein Gastspiel, sie wurde vor allem für Güterzüge mit hohem Frachtaufkommen eingesetzt. Danach kam sie wieder zur sächsischen Rollbockbahn zurück, von der sie zuvor auch entliehen wurde. Da es ab dem Frühjahr 1952 Engpässe in der Zugbeförderung gab, kam vorübergehend die Dampflokomotive 99 291 auf dem Odenwaldexpress zum Einsatz, die zuvor auf der Walhallabahn stationiert war. Sie diente während ihres kurzen Einsatzes auf der Strecke ausschließlich Personenzügen, ehe sie Ende 1955 ausgemustert wurde. Interessanterweise existieren keine Fotos, die sie im Einsatz auf dieser Bahnlinie zeigen. Bereits um 1960 wurde diese Lok in der Nähe von Ingolstadt verschrottet.
Im Jahr 1964 wurden die vier verbliebenen Dampfloks durch zwei moderne, eigens für die Strecke entwickelte Diesellokomotiven der Baureihe V 52 von der Firma Gmeinder in Mosbach mit den Betriebsnummern V 52 901 und V 52 902 (ab 1968: 252 901 und 252 902) ersetzt. Diese mit ihren zwei Drehgestellen und den langen Vorbauten der Baureihe V 100 (spätere Baureihen 211/212) äußerlich ähnlichen Loks, die sich gut bewährten, hatten eine Leistung von 2×270 PS und eine zulässige Höchstgeschwindigkeit von 40 km/h.
Von 1905 bis zur Ausmusterung Mitte der 1960er Jahre kamen zweiachsige Personenwagen zum Einsatz, die in Görlitz gebaut worden waren; ab 1965 mit Landesmitteln neu gebaute Vierachser aus dem Ausbesserungswerk Karlsruhe, die nach der Stilllegung an die Wangerooger Inselbahn abgegeben wurden.

#### Verbleib
Alle vier auf der Strecke eingesetzten Dampflokomotiven blieben erhalten. Die 99 7201 erhielt 2008 bei der Hirzbergbahn eine neue Heimat, nachdem sie zuvor bei Passau in einem Garten stand. Am Endbahnhof Mudau ist die 99 7202 als Denkmallokomotive aufgestellt. Die 99 7203 war vorübergehend bei den Abbauarbeiten der Bahnstrecke Busenbach–Ittersbach im Einsatz, heute befindet sie sich im Museumseinsatz auf der Strecke Amstetten–Oppingen. Die vierte Maschine, die 99 7204, befindet sich in der Sammlung von Wim Pater in den Niederlanden, nachdem sie viele Jahre bei einem Sägewerk in der Nähe von Aichach und von 1994 bis 2014 bei der Sauerländer Kleinbahn bei Plettenberg stand.
Neben den Dampflokomotiven sind auch noch einige der früheren Reisezugwagen erhalten geblieben. Der ehemalige Personenwagen 9 (141) fährt seit 1966 als Nummer 14 bei der Museumseisenbahn Bruchhausen-Vilsen–Asendorf, der Personenwagen 124, sowie der Gepäckwagen 15" (172) befinden sich bei der Sauerländer Kleinbahn. Personenwagen 8 (140) und Gepäckwagen 17 (182), zwischenzeitlich auch bei der Sauerländer Kleinbahn, sind im Besitz eines Sammler in den Niederlanden. Zwei der Neubau-Personenwagen, ein reiner Personenwagen (114) und der Halbgepäckwagen 117, fahren heute auf der Brohltalbahn und der Gepäckwagen 16 bei der „Selfkantbahn“ der IHS. Außerdem steht der Wagenkasten des Personenwagens 2 (136) nach langem Aufenthalt auf dem Gelände der ehemaligen Kläranlage in Mudau nun bei der IG Hirzbergbahn.

### Güterverkehr

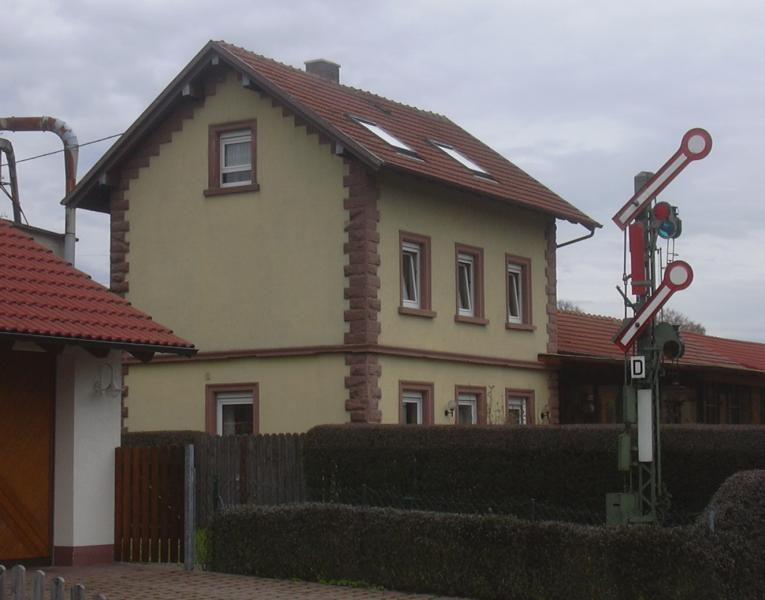
Ehemaliger Bahnhof Limbach, der im Güterverkehr aufgrund dreier im Ort ansässiger Lampenfabriken eine große Bedeutung hatte

Der Güterverkehr hatte auf der Strecke eine relativ große Bedeutung: Ein Betrieb mit Rollwagen ermöglichte den Transport von Güterwagen der Normalspur auf der Schmalspur. Die Umsetzung gab es in Mosbach und auf einzelnen Bahnhöfen mit Güterumschlag, wo zusätzlich einige Meter Normalspurgleise (als Dreischienengleis) mit einer Rollwagenrampe eingebaut waren, auf denen die Normalspurwagen während des Be- und Entladens abgestellt werden konnten, um die wenigen Rollwagen nicht zu lange dem Betrieb zu entziehen.
Entlang der Bahnhöfe gab es mehrere Anschlussgleise, so hatte die Honigfabrik Reimuth auf der Höhe des Bahnhofs Sattelbach einen Gleisanschluss, in Krumbach das Grimmolith-Werk der Firma Grimm. Ein besonders hohes Güteraufkommen besaß der Bahnhof Limbach, da im Ort insgesamt drei Lampenfabriken ansässig waren. Demnach bildeten im Bahnhof Limbach Lampenschirme das Haupttransportgut. Darüber hinaus war er sogar mit einem Güterschuppen ausgestattet. Ebenso wurden im Bahnhof Laudenberg Lampenschirme und später Leuchten verladen. Auch der Bahnhof Mudau hatte im Güterverkehr eine große Bedeutung, da er sogar über zwei Anschlussgleise verfügte. Doch nicht nur die Bahnhöfe waren für den Güterverkehr wichtig, sondern auch die Haltepunkte Trienz und Robern, so dass diese immerhin über ein Ladegleis verfügten. Der Tarifpunkt Robern wurde allerdings wegen der eher schwachen Nachfrage bereits im Jahr 1954 aufgehoben.

## Literarische Rezeption
In Willi Heinrichs Roman Das geduldige Fleisch hängt der Soldat Hollerbach seinen Erinnerungen an die Kindheit und Jugend in Mudau nach; er war vor dem Krieg Schalterbeamter am dortigen Bahnhof.